# 罗曼 (杜省)
罗曼（法語：Romain，法語發音：[ʁɔmɛ̃] ⓘ）是法国杜省的一个市镇，属于贝桑松区。

## 地理
罗曼（47°26'35"N, 6°22'28"E）面积4.85 平方千米，位于法国勃艮第-弗朗什-孔泰大區杜省，该省份为法国东部内陆省份，北起上索恩省，西接汝拉省，东部及东南部与瑞士接壤，东北部与贝尔福地区省接壤。
与罗曼接壤的市镇（或旧市镇、城区）包括：贡德南莱穆兰、丰特内尔蒙特比、古埃朗、于昂蒙特马尔坦、梅桑当。

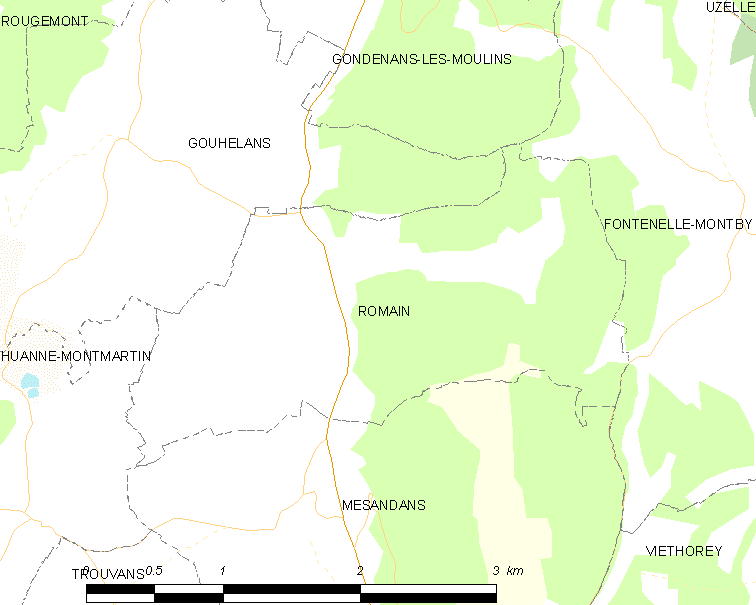
的OSM定位图

罗曼的时区为UTC+01:00、UTC+02:00（夏令时）。

## 行政
罗曼的邮政编码为25680，INSEE市镇编码为25499。

## 政治
罗曼所属的省级选区为博姆莱达姆县。

## 人口

1962-2008年间人口变化图示

罗曼于2022年1月1日时的人口数量为119人。